# Fire (canción de BTS)
«Fire» (en hangul, 불타오르네; romanización revisada, bultaoreune) es una canción grabada por la boy band surcoreana BTS, lanzada el 2 de mayo de 2016 por Big Hit Entertainment, como sencillo de su primer álbum recopilatorio The Most Beautiful Moment In Life: Young Forever. Una versión en japonés de la canción fue publicada posteriormente el 7 de septiembre con el disco Youth, por el sello Universal Music Japan y  Virgin Music-Def Jam Recordings.

## Composición
La canción fue escrita por Pdogg, "Hitman" Bang, RM, Suga, J-Hope, y Devine Channel; Pdogg fue el productor principal. Está en la clave de B♭ menor y tiene 100 beats por minuto.

## Vídeo musical
El vídeo musical de «Fire» fue publicado el 2 de mayo de 2016. El vídeo fue producido y dirigido por Lumpens. y GDW. Fuse declaró que el corto «se sintió como un versión mejorada de "Dope"» y mostró «a los chicos interpretando su coreografía más intensa hasta el momento». El 9 de mayo, BTS lanzó la versión de baile de «Fire» antes de sus promociones en programas de música; la coreografía fue realizada por Keone Madrid.

## Desempeño comercial
BTS encabezó la lista Billboard World Digital Songs con el sencillo.

## Promoción
BTS decidió promover la canción en programas de música solamente por una semana, por lo que se presentaron en Mnet, KBS, MBC y SBS. De acuerdo con sus planes para seguir con sus actividades individuales, presentaciones y eventos en el extranjero, comenzaron el 12 de mayo en M! Countdown. La canción también fue interpretada en SBS Gayo Daejeon en diciembre de 2018.

## Créditos y personal
Los créditos están adaptados de las notas del CD The Most Beautiful Moment In Life: Young Forever.
- Pdogg- productor, teclado, sintetizador, coro, arreglo vocal y de rap, ingeniero de audio @ Dogg Bounce
- "hitman" bang- productor
- Rap Monster- productor
- Suga- productor
- Devine Channel- productor
- Jungkook- coro
- Jimin- coro
- James F. Reynolds- ingeniero de mezcla

## Posicionamiento en listas

### Semanales
| Lista (2016)                              | Mejor posición |
| ----------------------------------------- | -------------- |
| Corea del Sur (Gaon Digital Chart)        | 7              |
| Estados Unidos (World Digital Song Sales) | 1              |
| Finlandia (Suomen virallinen lista)       | 11             |
| Japón (Japan Hot 100)                     | 30             |

## Certificaciones y ventas
| Japón (RIAJ) | Plata | 30 000 000 |

## Premios y reconocimientos
| Año  | Organización         | Premio            | Resultado | Ref.   |
| ---- | -------------------- | ----------------- | --------- | ------ |
| 2017 | Annual Soompi Awards | Mejor coreografía | Nominado  | [ 17 ] |

### Programas de música
| Fecha      | Programa    | Resultado | Ref    |
| ---------- | ----------- | --------- | ------ |
| 12 de mayo | M Countdown | Ganador   | [ 18 ] |
| 13 de mayo | Music Bank  | Ganador   | [ 19 ] |
| 15 de mayo | Inkigayo    | Ganador   | [ 20 ] |

## Historial de lanzamiento
| País   | Fecha                   | Formato          | Versión    | Sello                          |
| ------ | ----------------------- | ---------------- | ---------- | ------------------------------ |
| Varios | 2 de mayo de 2016       | descarga digital | En coreano | Big Hit                        |
| Varios | 7 de septiembre de 2016 | descarga digital | En japonés | Universal Music Japan, Def Jam |